# Wylder
Wylder é uma comuna francesa na região administrativa de Altos da França, no departamento do Norte. Estende-se por uma área de 2.55 km². Em 2010 a comuna tinha 300 habitantes (densidade: 117,6 hab./km²).